# 존 벨 (1796년)
존 벨(John Bell, 1796년 2월 18일 ~ 1869년 9월 10일)은 미국의 정치인, 검사이자 농장주였다. 테네시주의 부유한 노예 소유자였던 벨은 하원과 상원 둘다에서 의회에 근무하였다. 그는 민주공화당원으로 자신의 경력을 시작하여 결국적으로 앤드루 잭슨과 함께 떨어져 휘그당원이 되었다. 1860년 그는 남북 전쟁을 촉발하는 데 도움을 준 몹시 분열된 선거에서 에이브러햄 링컨에 의하여 패한 3명의 대통령 후보들 중에 있었다.

## 어린 시절
테네시주 내슈빌 근처에 있는 밀크리크에서 태어난 벨은 지방 농부 새뮤얼 벨과 마거릿 에드미스턴의 아들이었다. 그의 부친은 농부이자 대장장이였다. 1814년 컴벌랜드 대학교 (이후의 내슈빌 대학교)를 졸업하여 법학을 전공하였다. 1816년 벨은 법정으로 수용되어 프랭클린에서 번영하는 실행을 설립하였다.

## 정치 경력
정계에 입문한 그는 1817년 테네시 주립 상원을 위하여 성공적으로 나갔다. 단 하나의 기간을 지낸 후, 벨은 재선을 위하여 나가는 데 거절하였고 대신 내슈빌로 이주하였다. 그는 1826년 제20차 의회로 선출되어 대통령 후보 앤드루 잭슨의 지지를 가졌던 펠릭스 그런디를 꺾었다.
그는 1827년부터 1841년까지 테네시주 제7선거구의 연방 하원을 지냈다. 처음에 잭슨의 강한 지지자였던 벨은 논쟁적인 미합중국 제2 은행에 싸움에서 잭슨파 민주당원들과 헤어졌다. (그 일은 벨에게 잭슨과 다른 민주당원들로부터 "위대한 배교자"라는 조롱하는 별명을 얻게 한 휘그당원들에게 가입하는 데 그의 잭슨과 민주당원들에 관한 포기였다.) 그는 1834년부터 1835년까지 연방 하원의장을 지냈으나 다른 시간에 자신의 라이벌이자 동료 테네시주 정치인 제임스 K. 포크에 의하여 꺾였다. 벨은 또한 몇몇의 기간을 인디언 정세국 위원회의 회장을 지냈고, 사법부에 위원장을 지내기도 하였다.
그러고나서 벨은 1841년 윌리엄 헨리 해리슨과 존 타일러 아래 잠시 전쟁장관을 지냈으나 그러고나서 휘그당의 법안에 관한 타일러의 거부권에 항의에서 내각의 나머지들과 더불어 사임하였다. 1844년 대통령 선거를 이긴 포크를 정치적으로 반대한 동안 그는 테네시주로 돌아와 철도와 제조업의 이익들에 투자를 하였으나 자신의 노력들을 통하여 테네시주를 전하는 데 실패하였다. 1847년 벨은 지방 정치로 복귀하여 주의 연방 하원으로 선출되었다. 그의 휘그당 다수는 그를 연방 상원을 위하여 선발하여 1859년까지 지냈다. 1850년 타협의 꺼리는 지지자였던 벨은 캔자스 네브래스카 법에 대항하는 투표를 하는 데 단 둘의 남부 상원들 (또 하나는 텍사스주의 샘 휴스턴) 중의 하나였다.
벨은 2번이나 결혼하였으며, 처음에 샐리 디킨슨에게 하다가 그녀의 사망 후 제인 어윈 예이츠먼과 재혼하였다.

## 대통령 후보

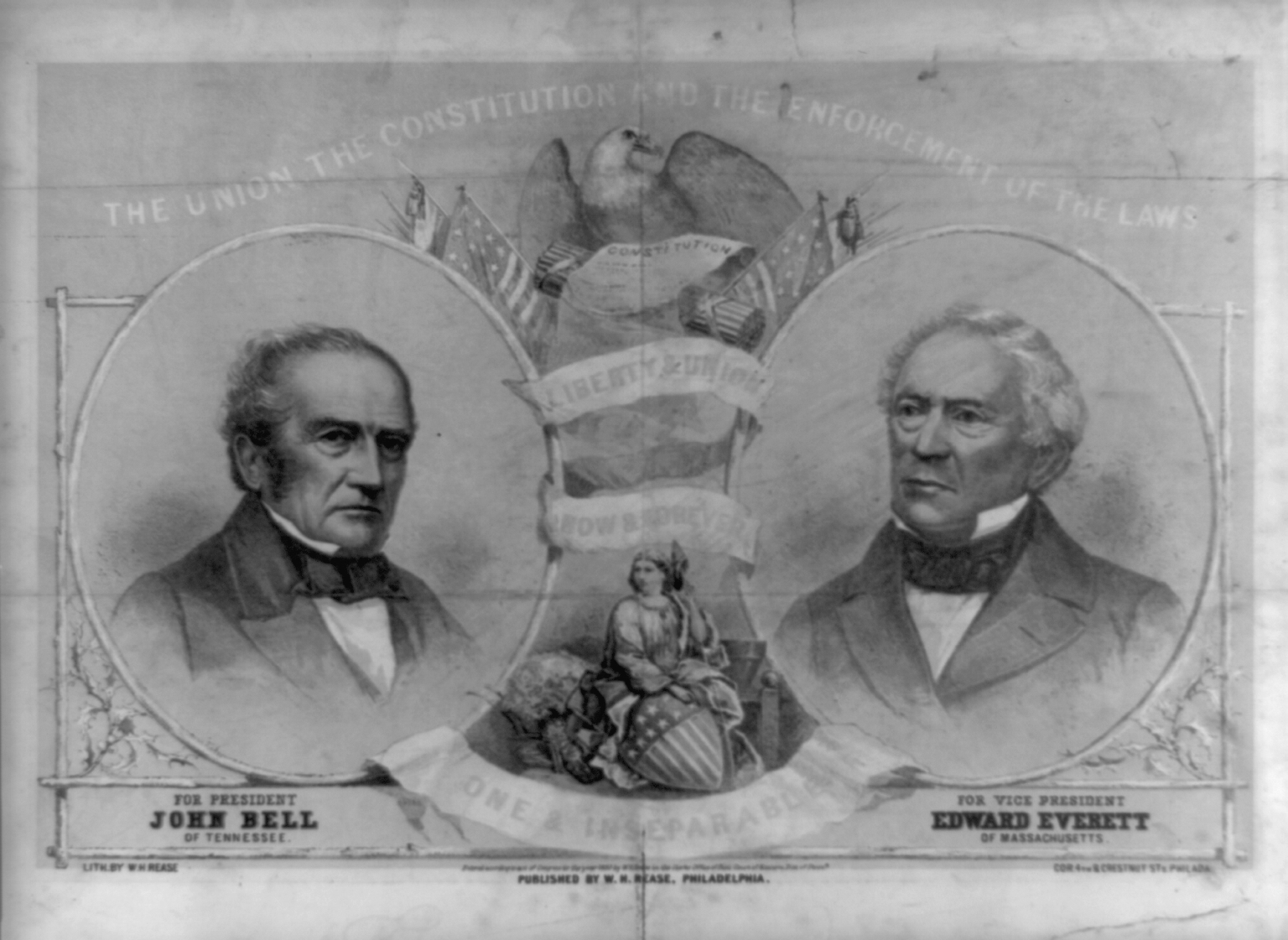
벨과 러닝메이트 에드워드 에버렛의 1860년 대선 운동 포스터

1850년대에 휘그당의 붕괴 후, 벨은 또다른 형성에 휘그당을 보존하는 데 시도한 작은 단체의 지도자들 중에 있었고, 입헌연합당의 대통령 후보가 되었다. 그는 버지니아주 리치먼드에서 지명되었다.
공화당의 에이브러햄 링컨은 투표의 4개의 방향으로 갈리진 표면에 1860년 미국 대통령 선거를 이겼다. 벨은 39개의 선거 투표 (13%)와 592,906개의 일반 투표 (총 13%, 남부 일반 투표의 39%)를 얻었다. 링컨은 대부분의 남부 주들에서 비밀 투표에 있지 않았다. 벨은 존 C. 브레킨리지 (남부를 대표)와 스티븐 A. 더글러스 (북부를 대표) 사이에 민주당의 분열의 결과로서 크게 버지니아주, 테네시주와 켄터키주의 지지를 얻었으나 북부의 주들에서 3%보다 적게 받았다. 벨은 루이지애나주에서도 강하게 출마하였으나 주는 영향적인 미국 상원 존 슬라이델의 지지를 즐겼던 브레킨리지를 위하여 투표하였다. 또다른 루이지애나주 인물 피에르 술레는 더글러스를 후원하였다.

## 이후의 생애
시초적으로 남부 주들의 탈퇴에 반대했던 그는 링컨 대통령과 만나러 워싱턴 D. C.로 여행을 떠났다. 벨은 시초적으로 딥 사우스에서 주들이 탈퇴한 후 테네시주를 합중국에 유지하는 도움을 주는 데 성공하였다. 하지만 사우스캐롤라이나주에서 섬터 요새에 분리주의자의 발포와 이 공격으로 응답에 링컨의 군대 소집 후에 벨은 마지못해 테네시주의 즉시 탈퇴를 받아들여 정계로부터 퇴직하였으며 그의 정신은 부서지고 건강이 나빠졌다. 그는 제염업과 철강업에서 투자자들의 단체에 가입하여 테네시주 샬럿 근처에 있는 컴벌랜드 용광로에서 나누어진 이익을 매입하였다. 하지만 그의 대부분의 사업은 남북 전쟁이 일어난 동안 심하게 손상되거나 망가졌다. 1869년 9월 10일 스튜어트군에 있는 컴벌랜드강의 유역에 놓인 저택에서 73세의 나이로 사망하였다. 그는 내슈빌의 마운트 올리버 묘지에 안장되었다.
그의 사위는 남부 연방의 의원 에드윈 오거스터스 키블이었다.

## 역대 선거 결과
| 선거명      | 직책명                      | 대수 | 정당          | 득표율  | 득표수 (선거인단) | 결과 | 당락                   |
| ----------- | --------------------------- | ---- | ------------- | ------- | ----------------- | ---- | ---------------------- |
| 1827년 선거 | 하원의원 (테네시 제7선거구) | 20대 | 잭슨파 민주당 | 55.71%  | 4,889표           | 1위  | 테네시주 하원의원 당선 |
| 1829년 선거 | 하원의원 (테네시 제7선거구) | 21대 | 잭슨파 민주당 | 100.00% | 5,542표           | 1위  | 테네시주 하원의원 당선 |
| 1831년 선거 | 하원의원 (테네시 제7선거구) | 22대 | 잭슨파 민주당 | 100.00% | 6,934표           | 1위  | 테네시주 하원의원 당선 |
| 1833년 선거 | 하원의원 (테네시 제7선거구) | 23대 | 잭슨파 민주당 | 100.00% | 5,951표           | 1위  | 테네시주 하원의원 당선 |
| 1835년 선거 | 하원의원 (테네시 제7선거구) | 24대 | 휘그당        | 100.00% | 4,832표           | 1위  | 테네시주 하원의원 당선 |
| 1837년 선거 | 하원의원 (테네시 제7선거구) | 25대 | 휘그당        | 100.00% | 4,639표           | 1위  | 테네시주 하원의원 당선 |
| 1839년 선거 | 하원의원 (테네시 제7선거구) | 26대 | 휘그당        | 59.38%  | 3,895표           | 1위  | 테네시주 하원의원 당선 |
| 1847년 선거 | 상원의원 (테네시 제2부)     | 30대 | 휘그당        | 100.00% | 1표               | 1위  | 테네시주 상원의원 당선 |
| 1853년 선거 | 상원의원 (테네시 제2부)     | 33대 | 휘그당        | 100.00% | 1표               | 1위  | 테네시주 상원의원 당선 |
| 1860년 선거 | 미국의 대통령               | 16대 | 입헌통일당    | 12.62%  | 590,631표 (39명)  | 3위  | 낙선                   |